# La Tentation du Christ (Botticelli)

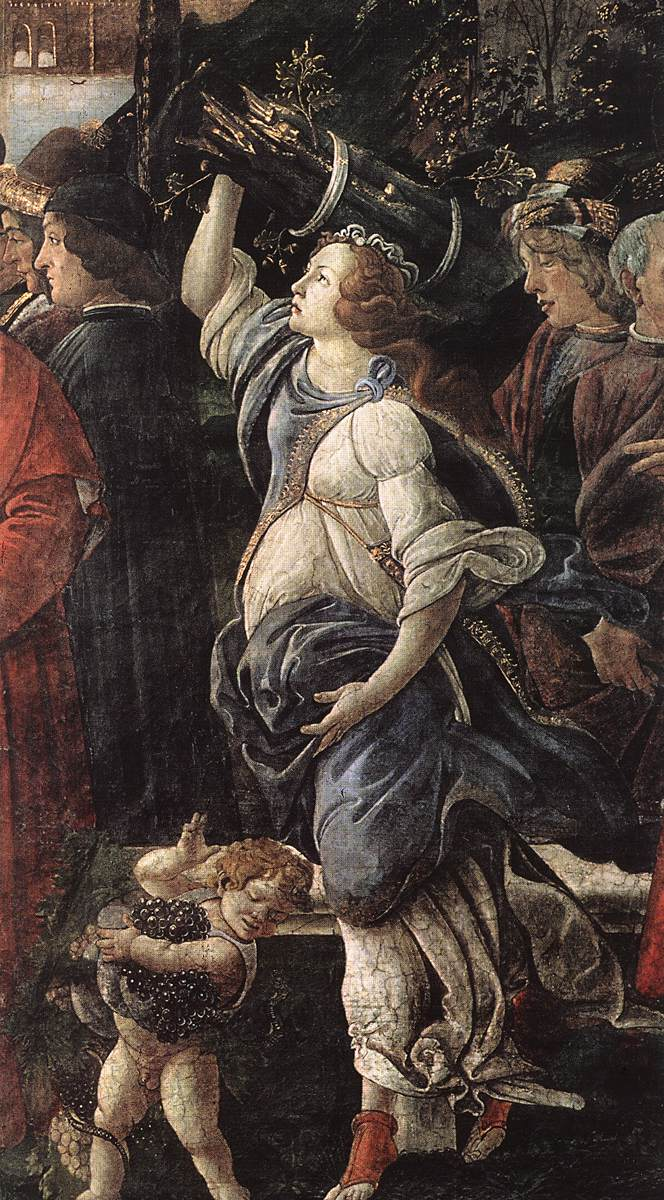
Détail

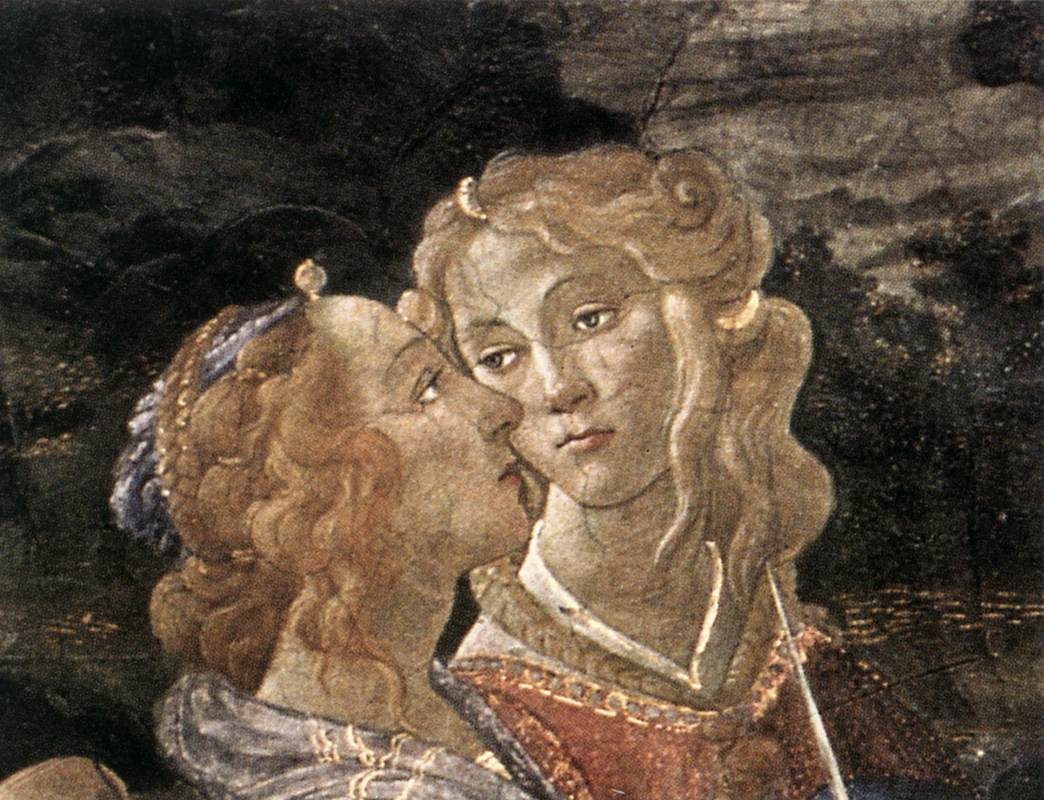
Deux femmes, détail

La Tentation du Christ  (en italien : Prove di Cristo) est une fresque (345,5 × 555 cm) de Sandro Botticelli, datée des années 1481-1482, et située à la Chapelle Sixtine du Vatican.

## Historique
Le 27 octobre 1480, Sandro Botticelli, avec d'autres peintres florentins, partit pour Rome, où il avait été appelé dans le cadre du projet de réconciliation entre Laurent de Médicis, homme d'État florentin et dirigeant de facto de la république florentine durant la Renaissance italienne et le pape Sixte IV. Les Florentins ont commencé à travailler dans la chapelle Sixtine, dès le printemps de 1481, avec Le Pérugin, qui y était déjà.
Sandro Botticelli, aidé par de nombreux assistants, peint trois scènes. Le 17 février 1482, son contrat est renouvelé, afin de réaliser les autres scènes pour compléter la décoration de la chapelle. Cependant, le 20 février, son père meurt : il retourne à Florence sans revenir à Rome.
Cette fresque commencée par Botticelli en juillet 1481 était à l'origine la troisième scène du cycle du Christ. Après la disparition de La Nativité du Pérugin sous Le Jugement dernier de Michel-Ange, elle est désormais en seconde position après Le Baptême du Christ.

## Thème
Le thème de la décoration est un parallèle entre les épisodes de la Vie de Moïse et ceux du Christ, comme signe de la continuité entre l'Ancien et le Nouveau Testament. Une continuité également entre la loi divine des Tables et le message de Jésus, qui, à son tour, a choisi Pierre le premier évêque de Rome comme son successeur : cela entraînerait enfin une légitimation des papes de Rome, successeurs de ce dernier.
Cette scène représente les trois tentations auxquelles a été soumis le Christ par le Diable selon l'Évangile de Matthieu.

## Description
La fresque est symétrique de celle située sur le mur opposé de la Chapelle Sixtine, également de Sandro Botticelli, qui peint Les Épreuves de Moïse. La frise comporte l'inscription : TEMPTATIO IESU CHRISTI LATORIS EVANGELICAE LEGIS.
Suivant les principes iconographiques de la représentation médiévale, les situations successives sont représentées dans un même espace pictural
avec la répétition des mêmes personnages, en l'occurrence le Christ et le Démon :
1. En haut à gauche de la composition, le Christ rencontre le Démon sous les traits d'un ermite qui l'invite à changer les pierres en pain.
2. À gauche au milieu, le Christ est entouré de ses anges.
3. Au centre, le Christ et le Démon sont sur la lanterne d'un temple inspiré de l'Arcispedale di Santo Spirito in Saxia ; le Démon invite le Christ à se jeter dans le vide et à être sauvé par ses anges.
4. À droite, le Christ fait précipiter le Démon nu dans un ravin après son refus de le laisser dominer le monde et derrière trois anges préparent la table de l'eucharistie

Au premier plan, autour d'un foyer fermé, une foule composite est rassemblée ; ses participants sont répartis en petits groupes ; des figures allégoriques s'y mêlent comme celles de notables reconnaissables à leurs habits.
Au centre devant le foyer se déroule un rite sacrificiel, qui peut être interprété comme celui offert par le lépreux après avoir été guéri par le Christ et dans lequel le prêtre symbolise Moïse, qui passe la loi et le jeune homme s'identifie au Christ qui sera lui-même sacrifié pour le salut de l'humanité entière.

## Analyse
Les peintres de la chapelle Sixtine ont adopté des conventions communes afin de fournir un travail homogène : utilisation d'une échelle dimensionnelle commune, structure rythmique et représentation du paysage commune. Ils ont également utilisé une palette commune et des finitions en or.
Le meilleur reste cependant la vigueur des portraits et la richesses des innovations iconographiques, qui néanmoins dans un certain cas forment un ensemble fragmentaire, peut-être en raison de la désorientation du peintre en opérant dans des dimensions et thèmes non conventionnels et dans un environnement qui lui est étranger.
Dans la scène du sacrifice, à gauche la femme au premier plan avec sur sa tête un récipient sphérique contenant des poules est une copie de Abra, la servante du tableau Le Retour de Judith à Béthulie réalisé par Botticelli quelques années auparavant.